# (34964) 3122 T-2
3122 T-2 (asteroide 34964) é um asteroide da cintura principal. Possui uma excentricidade de 0.16520730 e uma inclinação de 6.13075º.
Este asteroide foi descoberto no dia 30 de setembro de 1973 por Cornelis Johannes van Houten e Ingrid van Houten-Groeneveld e Tom Gehrels em Palomar.